# بلايث هارتلي
بلايث هارتلي هي غطاسة كندية، ولدت في 2 مايو 1982 في إدمونتون في كندا.

## وصلات خارجية
- الموقع الرسمي
- بلايث هارتلي على موقع الاتحاد الدولي للسباحة (الإنجليزية)
- بلايث هارتلي على موقع قاعدة بيانات الغوص IAT (الألمانية)
- بلايث هارتلي على موقع اللجنة الأولمبية الدولية (الإنجليزية)
- بلايث هارتلي على موقع أوليمبيديا (الإنجليزية)
- بلايث هارتلي على موقع اللجنة الأولمبية الكندية (الإنجليزية)